# 7846 Setvák
(7846) Setvák, denumire internațională (7846) Setvak, este un asteroid din centura principală de asteroizi.

## Descriere
7846 Setvák este un asteroid din centura principală de asteroizi. A fost descoperit pe 16 ianuarie 1996 la Observatorul Kleť de Miloš Tichý. Asteroidul prezintă o orbită caracterizată de o semiaxă mare de 2,35 ua, o excentricitate de 0,18 și o înclinație de 3,5° în raport cu ecliptica.